# Peloridora kuscheli
Peloridora kuscheli är en insektsart som beskrevs av William Edward China 1955. Peloridora kuscheli ingår i släktet Peloridora och familjen Peloridiidae. Inga underarter finns listade i Catalogue of Life.